# Премия «Грэмми» за лучшую концепцию в музыкальном видео
«Грэмми» в номинации «Лучшая концепция в музыкальном видео» присуждалась в 1988 и 1989 годах. Ежегодно Национальная академия искусства и науки звукозаписи США выбирала несколько претендентов за «художественные достижения, техническое мастерство и значительный вклад в развитие звукозаписи без учёта продаж альбома (сингла) и его позиции в чартах».
Начиная с 1982 года Академия начала отмечать качественные музыкальные видеоклипы в категории «Видео года». Эта категория была упразднена после появления схожей награды MTV Video Music Awards в 1984 году и заменена номинациями: «Лучшее видео», «Лучшее короткое видео» и «Лучший видеоальбом». В результате изменения критериев «Грэмми», в 1988 и 1989 годах вручались две награды — за «Лучшую концепцию в музыкальном видео» и «Лучшее исполнение в музыкальном видео». Первым лауреатом в этой категории стала английская рок-группа Genesis за клип на композицию «Land of Confusion» из альбома Invisible Touch (1986). Вторым — американский певец «Странный Эл» Янкович за клип на композицию «Fat» из пластинки Even Worse (1988). В 1990 году Академия вернулась к прежнему формату, сейчас эти номинации известны как «Лучшее короткометражное музыкальное видео» и «Лучшее длинное музыкальное видео».

## Предыстория
Национальная академия звукозаписывающих искусств и наук начала отмечать качественные музыкальные видеоклипы в категории «Видео года» в 1982 году. Первыми обладателями награды стали — бывший участник рок-группы The Monkees Майкл Несмит за видеоколлекцию под названием Elephant Parts (также известную как Michael Nesmith in Elephant Parts), а также австралийская певица Оливия Ньютон-Джон за видеоальбом Olivia Physical. В 1984 году категория «Видео года» была упразднена в связи с учреждением премии MTV Video Music Awards, высшая награда которой также присуждается за видео года. Академия заменила категорию наградами в отдельных номинациях: «Лучшее видео», «Лучшее короткое видео» и «Лучший видеоальбом», начиная с 26-й церемонии «Грэмми». Однако, для награждений 1988-го и 1989-го годов критерии были изменены, вместо трёх старых появились две новые категории — «Лучшее исполнение в музыкальном видео» и «Лучшая концепция в музыкальном видео». В 1990 году Академия вернулась к прежнему формату, хотя категории получили новые названия в «Лучшее музыкальное видео», «Лучшее музыкальное видео, короткое» и «Лучшее музыкальное видео, длинное». В 1998 году категории были переименованы в «Лучшее короткометражное музыкальное видео» и «Лучшее длинное музыкальное видео».

## Лауреаты
| Год                          | Видео                        | Исполнитель |
| ---------------------------- | ---------------------------- | ----------- |
| 1988                         |                              |             |
| Land of Confusion            | Genesis                      |             |
| Control — The Videos Part II | Джанет Джексон               |             |
| David Lee Roth               | Дэвид Ли Рот                 |             |
| Day-In Day-Out               | Дэвид Боуи                   |             |
| The Whole Story              | Кейт Буш                     |             |
| 1989                         |                              |             |
| Fat                          | «Странный Эл» Янкович        |             |
| Get a Job                    | Хэмптонский струнный квартет |             |
| Storytelling Giant           | Talking Heads                |             |
| This Note’s for You          | Нил Янг                      |             |
| When We Was Fab              | Джордж Харрисон              |             |

На 30-й церемонии «Грэмми» (1988) в категории «Лучшее исполнение в музыкальном видео» на соискание награды выдвигались: Дэвид Боуи за «Day-In Day-Out», Кейт Буш за The Whole Story , английская рок-группа Genesis за «Land of Confusion», Дэвид Ли Рот за David Lee Roth и Джанет Джексон за Control — The Videos Part II. Музыкальное видео на песню Боуи «Day-In Day-Out» режиссёра Жюльена Темпла включало «оскорбительные» сцены, среди которых — мужчина писающий на звезду Рональда Рейгана на Голливудской Аллеи славы, которую вырезали в телеверсии клипа. The Whole Story представлял собой видеосэмплер к одноимённому сборнику лучших хитов Кейт Буш, который содержал все видеоклипы певицы выпущенные на тот момент. Музыкальное видео на песню «Land of Confusion» из альбома Invisible Touch английской рок-группы Genesis, было построено в стилистике популярной британской сатирической телепередачи Spitting Image с куклами-двойниками Рональда Рейгана, Маргарет Тэтчер и других известных людей. Одноимённый видеоальбом Дэвида Ли Рота состоял из рекламных клипов, созданных для его дебютного сольного EP Crazy from the Heat и альбома Eat ’Em and Smile. Видеоколлекция Джанет Джексон, получившая «золотую» сертификацию в США, содержала шесть видеороликов, записанных для синглов с её альбома Control. В итоге, награда была вручена группе Genesis (Тони Бэнкс, Фил Коллинз и Майк Резерфорд) как музыкантам-исполнителям, Джиму Юкичу и Джону Ллойду как режиссёрам видео и Джону Блэру как видеопродюсеру.
Номинантами на 31-й церемонии премии «Грэмми» (1989) в этой категории были: Хэмптонский струнный квартет за «Get a Job», Джордж Харрисон за «When We Was Fab», американская рок-группа Talking Heads за Storytelling Giant, «Странный Эл» Янкович за «Fat» и Нил Янг за «This Note’s for You». Песня «Get a Job», первоначально записанная американской группой The Silhouettes, была выпущена на сборнике What If Mozart Wrote «Roll Over Beethoven» Хэмптонского струнного квартета, компиляции R&B и поп-песен 1950-х годов, исполненных в стилях Бетховена, Дебюсси, Моцарта и других классических композиторов. «When We Was Fab», песня из альбома Cloud Nine Джорджа Харрисона, была построена из цитат, написанных, когда The Beatles находились на пике своей славы, в ней Харрисон играет на ситаре. В этом музыкальном видео снялся певец Элтон Джон в костюме моржа, что было отсылкой к знаменитой песне 1967 года «I Am the Walrus». Storytelling Giants представлял собой сборник музыкальных клипов группы Talking Heads, а также дополнительных материалов, связывающих их в единое повествование.. Два остальных видео были связаны с Майклом Джексоном; «Fat» являлась пародией на песню Джексона «Bad», а в клипе на «This Note’s for You» изображены загорающиеся волосы у двойника певца (пародия на реальный инцидент, произошедший во время съемок телевизионной рекламы Pepsi в 1984 году). Согласно сюжету клипа «Fat» Янкович становился «очень толстым парнем» с помощью грима и спецэффектов и возглавлял банду таких же полных людей, обыгрывая события видео Джексона. В итоге, это видео было отмечено наградой — Янкович получил её как исполнитель, Джей Леви как режиссёр, а Сьюзан Цверман в качестве видеопродюсера.